# Somkerék község
Somkerék község (románul: Comuna Șintereag) község Beszterce-Naszód megyében, Romániában. Központja Somkerék, beosztott falvai Alsóbalázsfalva, Felsőbalázsfalva, Kajla, Sajószentandrás, Somkeréki állomás, Szamoskócs.

## Népessége
A 2011-es népszámlálás adatai alapján a község népessége 3576 fő volt.